# Vallesaccarda
Vallesaccarda ist eine italienische Gemeinde mit 1223 Einwohnern (Stand 31. Dezember 2023) in der Provinz Avellino in der Region Kampanien. Sie ist Teil der Bergkommune Comunità Montana dell’Ufita.

## Geografie
Die Nachbargemeinden sind Anzano di Puglia (BN), San Sossio Baronia, Scampitella und Trevico. Die Ortsteile lauten Coccaro, Mattine, San Giuseppe, Serro D'annunzio und Cotugno.